# Kit Williams

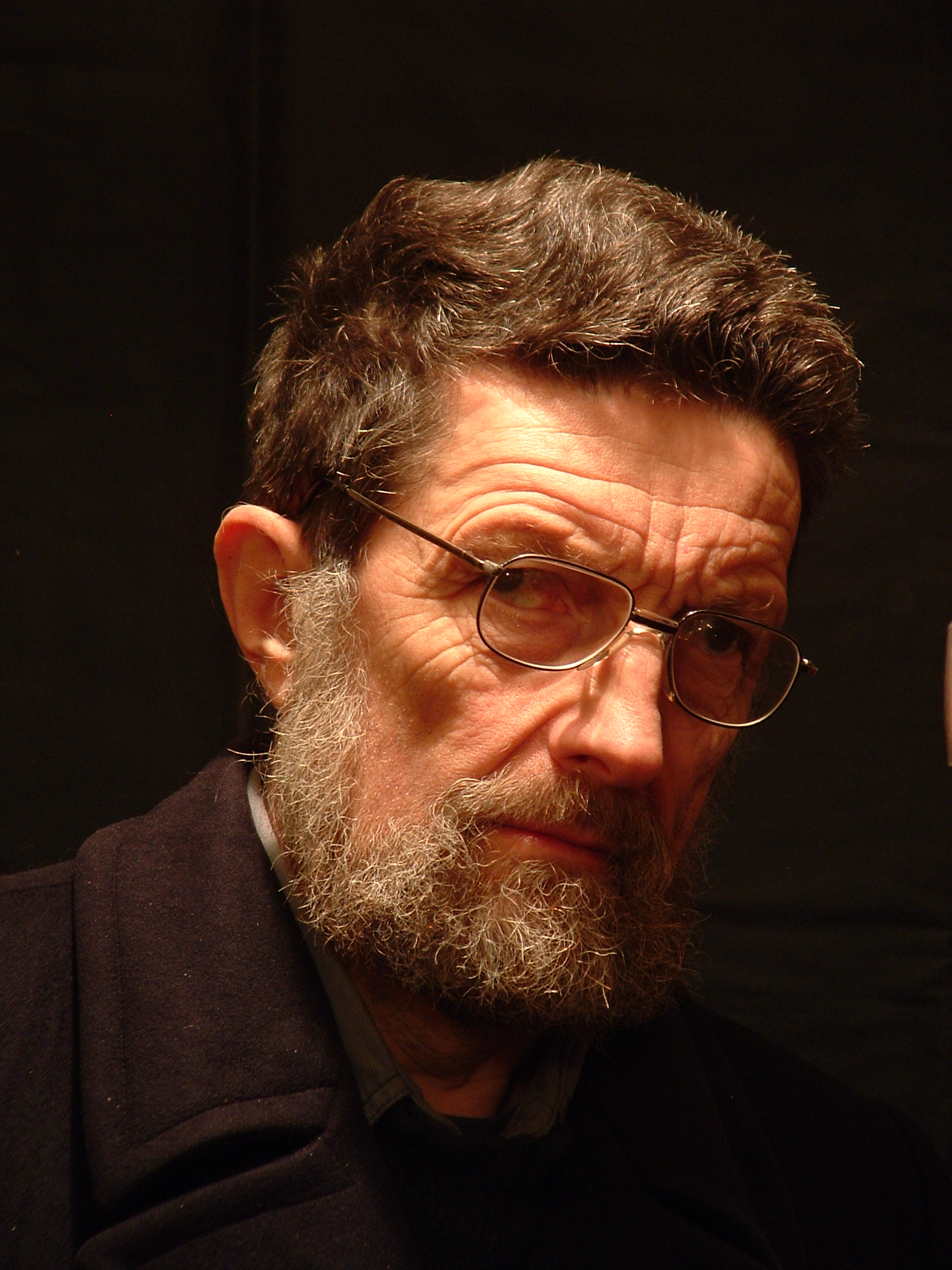
Kit Williams

Christopher Kit Williams (geboren am 28. April 1946) ist ein englischer Künstler, Illustrator und Autor, der vor allem durch sein 1979 erschienenes Buch Masquerade bekannt wurde, ein Bilderbuch, das Hinweise auf den Verbleib eines goldenen (18 Karat), mit Edelsteinen besetzten Hasen enthält, der von Williams geschaffen und dann „irgendwo in Großbritannien“ vergraben wurde.

## Leben
Christopher Kit Williams ist ein berühmter britischer Künstler und Autor, der vor allem für sein Buch "Masquerade" bekannt ist. Geboren wurde er am 28. Juni 1942 in Kettering, England. Williams studierte Kunst und Design an der Hochschule für Grafik und Druck in London.  Seine bekannteste Arbeit, "Masquerade", wurde 1979 veröffentlicht und ist ein Bilderrätselbuch, bei dem die Leser ein verborgenes Juwel finden sollen. Das Buch erlangte große Aufmerksamkeit und führte zu einer regelrechten Schatzsuche, bei der Leser und Fans versuchten, das Geheimnis zu entschlüsseln.  Christopher Kit Williams hat im Laufe seiner Karriere zahlreiche weitere Bücher und Kunstwerke veröffentlicht und seine Arbeiten wurden in renommierten Galerien und Museen auf der ganzen Welt ausgestellt. Er ist weiterhin als Künstler und Autor tätig und lebt in London.

## Arbeiten
Williams veröffentlichte drei weitere Bücher und erhielt den Auftrag, drei öffentliche Uhren mit ausgeklügelten Mechanismen und beweglichen Teilen, wie z. B. Tieren, zu gestalten, um sie optisch interessant zu machen.
Der in Kent, England, geborene Williams malt weiterhin figurative Kunst in seinem Atelier in Gloucestershire.
Kit Williams arbeitet heute hauptsächlich als figurativer Maler, wobei er traditionelle Ölmaltechniken anwendet und zunächst eine mit Leinen und Ölgesso überzogene Holztafel anfertigt. Dann verwendet er viele Schichten undurchsichtiger und transparenter holländischer Ölfarbe, um leuchtende Bilder zu schaffen.
Williams behält gerne die vollständige Kontrolle über jeden Aspekt seines Kunstwerks, einschließlich der Herstellung der Kleidung der Modelle, der Schaffung von Kulissen und Requisiten und der Herstellung von Mechanismen innerhalb des Rahmens oder des Gemäldes, die bewegliche Elemente des Kunstwerks enthüllen und den Betrachter zur Interaktion anregen.
Mit Hilfe von Intarsien hat er seine Rahmen immer selbst angefertigt, was es ihm ermöglicht, Bilder in jeder beliebigen Form anzufertigen und Elemente des Bildes in oft komplizierten Details im Rahmen fortzusetzen.